# Rosenthal (Strasburg)
Rosenthal ist ein Ortsteil der amtsfreien Stadt Strasburg (Uckermark) im Landkreis Vorpommern-Greifswald in Mecklenburg-Vorpommern.

## Geographie
Der Ort liegt sechs Kilometer nordnordöstlich von Strasburg (Uckermark) im Süden seiner gleichnamigen Gemarkung, welche vollumfänglich Teil des Landschaftsschutzgebietes Brohmer Berge und des Naturparks Am Stettiner Haff ist. Die nördliche Hälfte der Gemarkung Rosenthal gehört darüber hinaus zum FFH-Gebiet Wald- und Kleingewässerlandschaft Brohmer Berge, und auf einem im Osten angehängten Zipfel der Feldmark befindet sich der Strasburger Ortsteil Burgwall. Hier im Osten grenzt die Gemarkung an den Rothemühl-Forst mit dem Naturschutzgebiet Burgwall Rothemühl und dem Burgwall Rothemühl. Ebenfalls Teil der Gemarkung, aber von ihr räumlich durch die nördlichste Gemarkung von Brandenburg mit dem Namen Hansfelde getrennt, im Südosten, zählt der gesamte Demenzsee und seine Uferbereiche zu ihr. Die Nachbarorte sind Neuensund im Norden, Burgwall im Nordosten, Oslanin im Osten, Hansfelde im Südosten, Ziegelhausen, Schwarzensee-Siedlung und Schwarzensee im Südwesten, Schönhausen im Westen sowie Klepelshagen im Nordwesten.

## Geschichte
Die erste schriftliche Erwähnung des Ortes stammt aus dem Jahr 1536. Darin wurde er unter dem Namen Rosenlandt verzeichnet. 1700/20 und 1734 finden sich Belege, in denen er in der heutigen Schreibweise genannt wurde. Vor 1816 gehörte die Gemarkung Rosenthal zum Uckermärkischen Kreis der Landschaft Uckermark in der Mark Brandenburg und kam anschließend zum Kreis Prenzlau. Ab 1950 gehörte der Ort zum Kreis Ueckermünde und kam 1952 zum Kreis Strasburg im Bezirk Neubrandenburg.